# Дом Гереона (Кёльн)
Дом Гереона (нем. Gereonshaus) — памятник архитектуры в административном районе Альтштадт-Норд (Кёльн) Кёльна. Офисно-коммерческое здание на Гереонштрассе 18–32 было построено в 1909—1910 годах по проекту архитектора Карла Морица.

## История
Начиная со строительства здания банка (нем. A. Schaaffhausen’sches Bankpalais) для объединения банков Шаахаузена (нем. A. Schaaffhausen'schen Bankverein) в 1859—1862 годах, улица Гереон-штрассе развивалась перед Первой мировой войной от «Ан ден Доминиканерн» (нем. An den Dominikanern) через «Унтер Заксенхаузен» (нем. Unter Sachsenhausen) до Гереон-штрассе (нем. Gereonstraße) в качестве банковского центра Кельна, а также страховых компаний и офисных зданий. Эта специализированная застройка закончилась с возведением Дома Гереона на северной стороне и новым зданием, построенным в 1914 году для компании Франк & Леманн на южной стороне.
Дом Гереона назван в честь одного из святых покровителей Кёльна (нем. Gereon von Köln), чьи мощи хранятся в соседней романской церкви Святого Гереона. Дом Гереона построен на месте пяти жилых строений, снесённых в апреле 1909 года. Заказчик — Акционерное общество по недвижимости (нем. Aktiengesellschaft für Grundbesitz) — в лице своего совета директоров, строителя Бруно Йозефа Вайтаза и архитектора Отто Вельша, поручил архитектору Карлу Морицу проектирование. В составлении проекта также принимал участие Вайтазе. Местное управление строительством находилось в руках Георга Клёппеля. Офисное здание было спроектировано для всех видов коммерческой деятельности и предоставило предпринимателям соответствующие офисные и складские помещения. На первом этаже главного корпуса располагались выставочные площади. Кроме того, были запланированы студии для недавно основанной „Кёльнской ассоциации художников“ (нем. Kölner Künstlerbund). После сноса старых построек фундамент нового здания был заглублен в землю до девяти метров из-за разного рода старых фундаментов. Капитальные работы по возведению Дома Гереона могли быть завершены к декабрю 1909 года. Несмотря на двухмесячную забастовку строителей, срок завершения строительства, назначенный на 1 июля 1910 года, был соблюдён.
Одно из его [Карла Морица] лучших зданий такого типа [зданий большого города, многоэтажных магазинов] — Дом Гереона — представляет собой элегантный и мощный фасад на широкой Гереон-штрассе.Ганс Фербек
В 1913 году в Доме Гереона размешались офисы 98 компаний, в том числе «Boden AG Amsterdamer Straße», офис Daimler-Motoren-Gesellschaft, «Waldhaus Villenkolonie Frankenforst GmbH» и «Западногерманской железнодорожной компании». Кроме того, здесь находились студии различных художников, таких как Ольги Оппенгеймер и архитекторов. В 1930 году было зарегистрировано 96 арендаторов, в том числе «Artewek Handelsgesellschaft für Berg- und Hüttenprodukte mbH», кёльнское торговое представительство Daimler-Benz AG, «Eisenhandel Gutehoffnungshütte GmbH», Remington Typewriters GmbH, «Schuchardt & Schütteburg machine tools и Newalerschell», «Рейнско-Вестфальский экономический архив», а также многочисленные архитектурные бюро и кельнский филиал Ассоциации немецких архитекторов.
Здание сильно пострадало во время Второй мировой войны. Существовавший склад во дворе был разрушен, как и восточное крыло заднего здания, которое соединяло северное крыло с главным корпусом. Оба не были восстановлены. Фасадное здание было сильно повреждено, особенно с западной и восточной сторон в районе входных порталов. Только западное крыло тыловой постройки могло быть использовано под жилые помещения после окончания войны.
Реконструкция по заданию страховой компании Allianz проходила в 1950—1952 годах по проекту архитектора Петера Франца Нёккера (нем. Peter Franz Nöcker) (1894—1984). В ходе этой перестройки фасадное здание было поднято с четырёх до пяти полных этажей. Вместо изначально очень крутой мансардной крыши было осуществлено изменение на пологое двухскатное крыло, в результате чего три фронтона были изъяты. При сохранении каменной архитектуры фасадного корпуса был оштукатурен полноценный пятый этаж. Эркеры над порталами отреставрированы в упрощённой форме, вопреки первоначальной округлой. В 80-х годах XX века был проведен первый ремонт.
В январе 2009 года Немецкая ассоциация городов (НАГ)(нем. Deutsche Städtetag) приобрела Дом Гереона, рядом с которым находится Торгово-промышленная палата Кёльна (нем. Industrie- und Handelskammer zu Köln). После архитектурного конкурса с 2009 по 2011 год была проведена ещё одна реконструкция по проекту архитектурного бюро JRL (Jöhnsen - Ranft - Lüke), после чего НАГ отказалась от прежней резиденции в дачной колонии Кельн-Мариенбург (нем. Villenkolonie Köln-Marienburg) и перевело свою штаб-квартиру в Дом Гереона. Кроме того, в марте 2011 года в Дом Гереона переехали муниципальный общественный центр административного управления, группа закупок муниципальных больниц в Немецкой ассоциации городов (EKK) и Ассоциация городов Северного Рейна-Вестфалии.
Внесение Дома Гереона в список архитектурных памятников города Кельна состоялось 14 июня 1988 года (памятник № 4642).

Дом Гереона в фотографиях
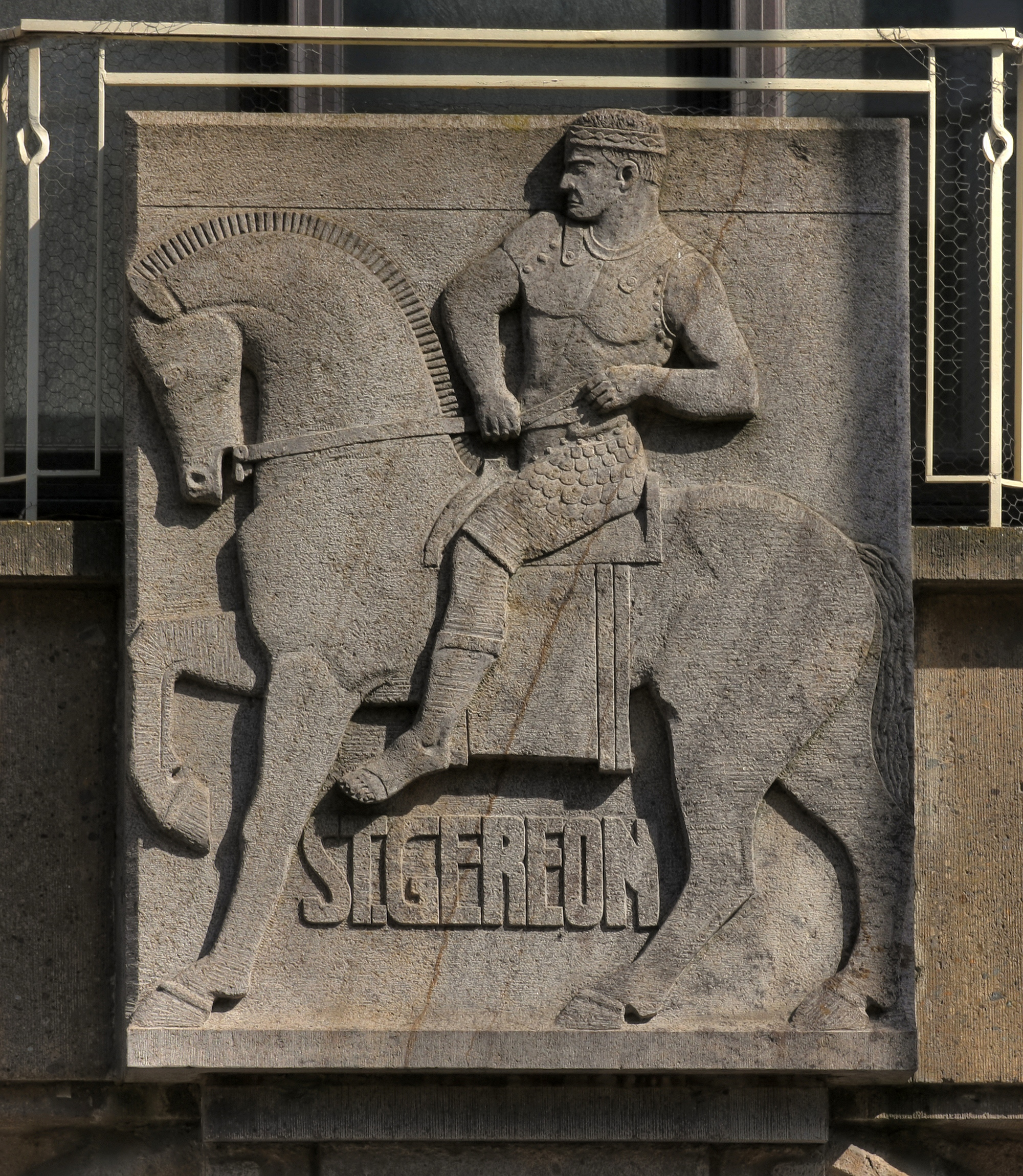
Изображение Св. Гереона над входными порталами
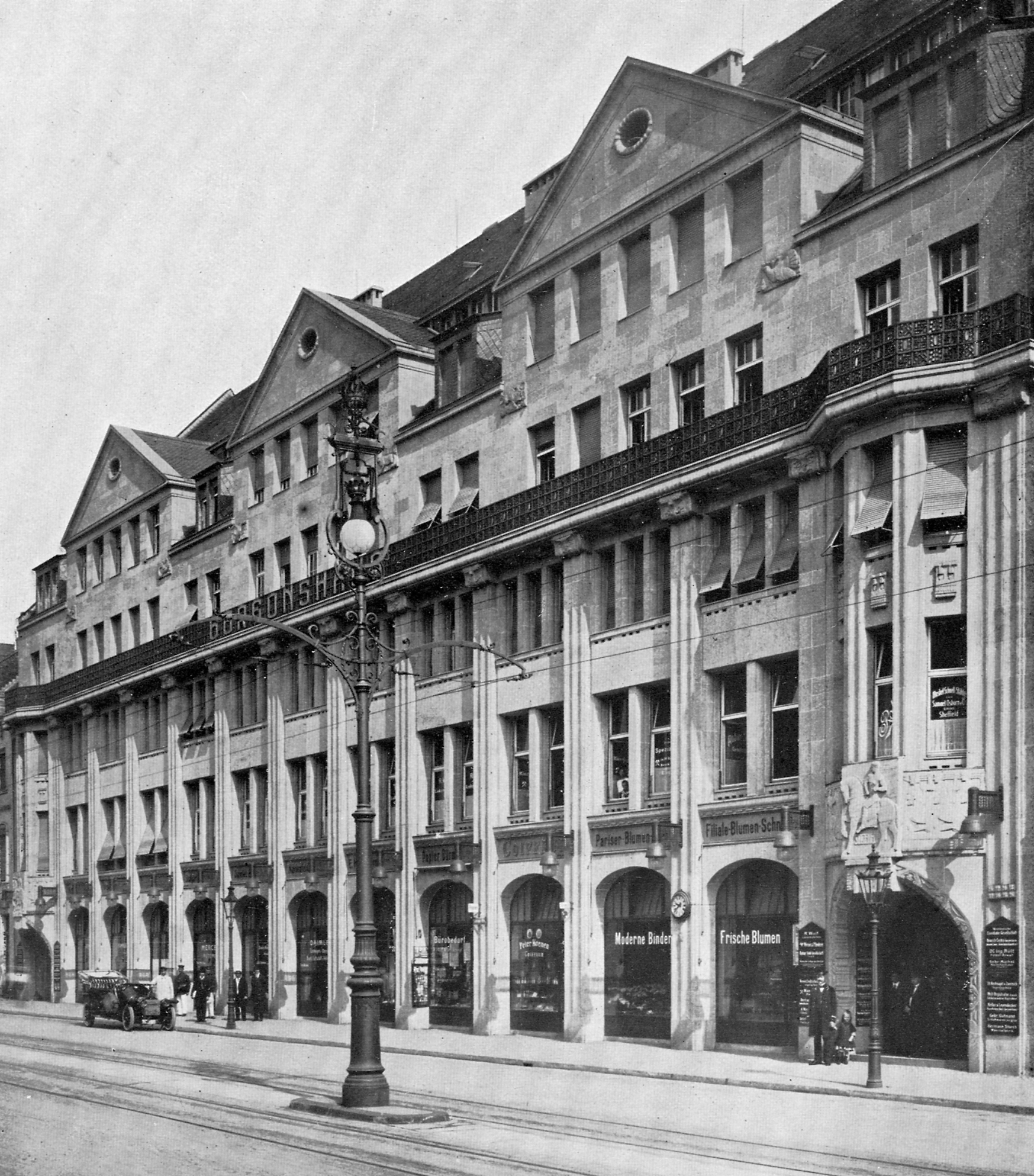
Дом Гереона в 1910 году
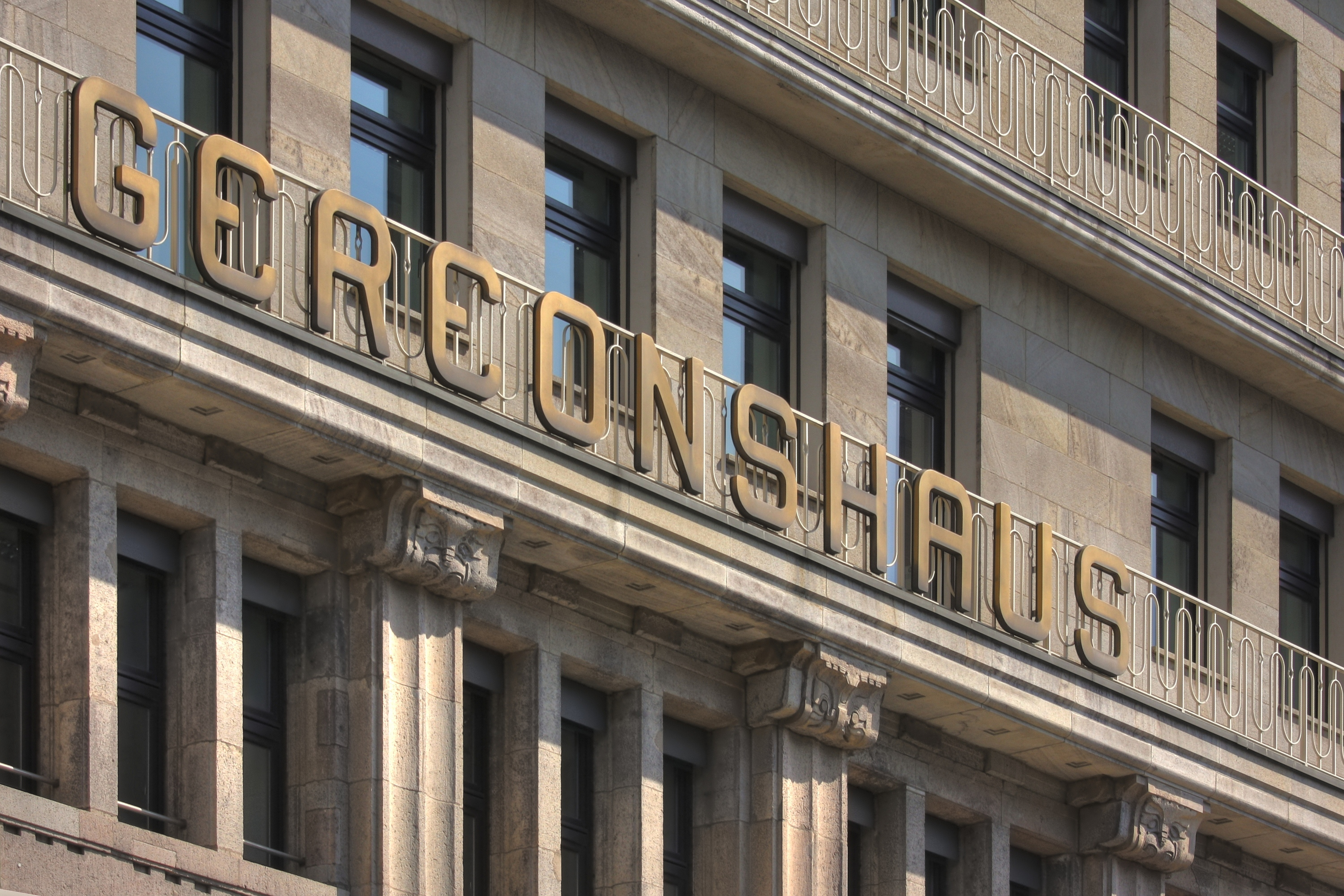
Название здания на балконе фасада 4-го этажа

## Архитектура
Согласно первоначальному плану, фасад здания имел протяжённость вдоль улицы 60 метров или почти 70 метров, включая подземные помещения. Около 300 комнат было создано на крытой площади 3250 м², распределенных по четырёхэтажному фасадному зданию и трёхэтажному крылу внутреннего двора. Также имелся трехэтажный склад общей полезной площадью 430 м² и гараж на шесть автомобилей. Помимо обычных лифтов и лестничных клеток, в области правого портала был еще и лифт-патерностер. Передний фасад из 13 осей был разделен 14 столбами, доходившими от пола до балконной плиты, замыкавшей второй этаж. Слева и справа над порталами с первого на второй этаж были прикреплены закругленные эркеры. В память о типичных для Кёльна небольших зданиях над третьим этажом возвели три фронтона. К задней стороне зданию примыкал внутренний двор площадью около 450 м².
После реконструкции 2009—2011 годов Дом Гереона имеет общую площадь 13 000 м² и общую арендуемую площадь 9800 м². Он состоит из 8000 м² офисных площадей и 2000 м² складских помещений. Есть также 118 подземных парковочных мест.

## Торговое представительство Финляндии
Финляндия, которая после Второй мировой войны официально не признала ни Федеративную Республику Германии, ни Германскую Демократическую Республику, первоначально поддерживала торговые отношения в 1948—1949 годах только с двумя немецкими землями через консульства. В Западной Германии оно был основано во Франкфурте-на-Майне в 1949 году и переехало оттуда в Кёльн в 1951 году. Из консульства в августе 1952 года возникло Финское торговое представительство, получившее «все привилегии дипломатической миссии». Оно заняло своё место в Доме Гереона и оставалось там, пока не переехало в Бонн в 1971 году.